# Hans-Dieter Jendreyko
Hans-Dieter Jendreyko (* 2. Januar 1937 in Berlin) ist ein deutscher Schauspieler und Theaterregisseur.

## Leben und Wirken
Nach einem abgebrochenen Studium der Germanistik und Theaterwissenschaft ließ er sich 1959 bis 1961 an der Otto-Falckenberg-Schule in München zum Schauspieler ausbilden. Seine ersten Engagements trat Jendreyko in Schleswig und Gelsenkirchen an, danach spielte er am Theater Bremen.
1969/1970 war er am Schauspielhaus Zürich beschäftigt, 1970 wechselte er an das Theater Basel. 1970 spielte er bei der Uraufführung von Dieter Fortes Martin Luther & Thomas Münzer oder Die Einführung der Buchhaltung den Thomas Müntzer. Seit 1977 trat er mit eigenen Regiearbeiten hervor. Am Düsseldorfer Schauspielhaus inszenierte er James Joyce’ Verbannte, Horváths Mord in der Mohrengasse und 1978 die Uraufführung von Horst Laubes Der erste Tag des Friedens, am Schauspiel Frankfurt unter anderem 1982 Horváths Die Unbekannte aus der Seine und Kleists Die Familie Schroffenstein.
1986 gründete Jendreyko in Basel das Od-theater und übernahm dessen künstlerische Leitung. In einem Badehaus produzierte er 1986 Enzensbergers Untergang der Titanic, 1987 in einem Gewächshaus Calderóns Das Leben ist ein Traum und 1988 in einer Färbereihalle Euripides’ Die Bakchen.
Daneben arbeitete er als freier Schauspieler und Regisseur. Als Gastregisseur inszenierte er 1994 in Bonn an der Werkstattbühne die Uraufführung von Yasmina Rezas Jascha. Ab 1996/97 arbeitete er wieder am Theater Basel, unter anderem 1996 mit Euripides’ selten gespieltem Stück Die Herakliden.

## Filmografie
| - 1960: Das schwarze Schaf - 1962: Er kann’s nicht lassen - 1963: Funkstreife Isar 12: 80 Mark Anzahlung - 1965: Dichter Nebel - 1966: Die Gefangenen von Murano - 1968: Hafenkrankenhaus: Im Rinnstein - 1968: Maß für Maß - 1969: Der Kommissar: Der Tod fährt 1. Klasse - 1970: Die Herberge - 1970: Jonathan - 1973: Liebe mit 50 - 1973: Frühbesprechung: Die Party - 1974: Die Kriegsbraut | - 1974: Motiv Liebe: Klassenreise - 1976: Eurogang: Urlaub für Harry Krausch - 1976: Feinde - 1976: Die Wölfin vom Teufelsmoor - 1981: Auf Achse: Lalla und Kifkif - 1982: Tatort: Blaßlila Briefe - 1986: Der Fahnder: Der Plan eines Profis - 1988: Macao oder die Rückseite des Meeres - 1989: Ein Fall für zwei: 70.000 bar - 1993: Die Denunziantin - 1997: Laßt meine Frau am Leben! - 1999: Die Liebesdienerin - 2000: WerAngstWolf |